# Risbäck
För andra betydelser, se Risbäck (olika betydelser).
Risbäck (sydsamiska: Rijsiejohke) är en by i Risbäcks distrikt (i Dorotea socken) i Dorotea kommun, belägen vid Stor-Arksjön cirka 7 mil nordväst om Dorotea. Orten var till 2000 av SCB klassad som småort, men när befolkningen minskade upphörde statusen som småort. 
Risbäck har låg- och mellanstadieskola, brandstation, kyrka, museum, reningsverk och en ungdomsgård. I den lilla byn finns även fotbollsplanen "Myggvallen" med tillhörande längdhoppsgrop, som tidigare användes av Risbäcks IF. Sista matchen på myggvallen spelades 850714 mot Borga (Avasjö) med förlust.

## Befolkningsutveckling
| Befolkningsutvecklingen i Risbäck 1990–2000  | Befolkningsutvecklingen i Risbäck 1990–2000 | Befolkningsutvecklingen i Risbäck 1990–2000 | Befolkningsutvecklingen i Risbäck 1990–2000 | Befolkningsutvecklingen i Risbäck 1990–2000 |
| -------------------------------------------- | ------------------------------------------- | ------------------------------------------- | ------------------------------------------- | ------------------------------------------- |
|                                              |                                             |                                             |                                             |                                             |
| År                                           |                                             |                                             | Folkmängd                                   | Areal (ha)                                  |
| 1990                                         | 1990                                        |                                             | 72                                          | 7#                                          |
| 1995                                         | 1995                                        |                                             | 65                                          | 13#                                         |
| 2000                                         | 2000                                        |                                             | 54                                          | 14#                                         |
| Anm.: Upphörde som småort 2005 # Som småort. |                                             |                                             |                                             |                                             |